# Grootzeil

Grootzeil op een sloepgetuigd jacht

Het grootzeil is een zeil dat gevoerd wordt op een zeilschip.
Van origine was het grootzeil het grootste zeil dat gevoerd werd. Bij moderne jachten is dat niet altijd meer zo. Bijvoorbeeld de genua, de halfwinder en de spinnaker zijn voorzeilen die qua zeiloppervlak groter zijn dan het grootzeil. Desondanks wordt het zeil dat bevestigd is aan de grootste mast nog steeds het grootzeil genoemd.
In de traditionele zeilvaart, in de tijd van de grote volschepen met meerdere masten was het grootzeil het onderste zeil dat aan de grote mast gevoerd werd. Dat was in die tijd altijd het zeil met de grootste oppervlakte op het schip.